# Palmorchis paludicola
Palmorchis paludicola là một loài thực vật có hoa trong họ Lan. Loài này được Dressler mô tả khoa học đầu tiên năm 1997.